# 로스앤젤레스 시청사

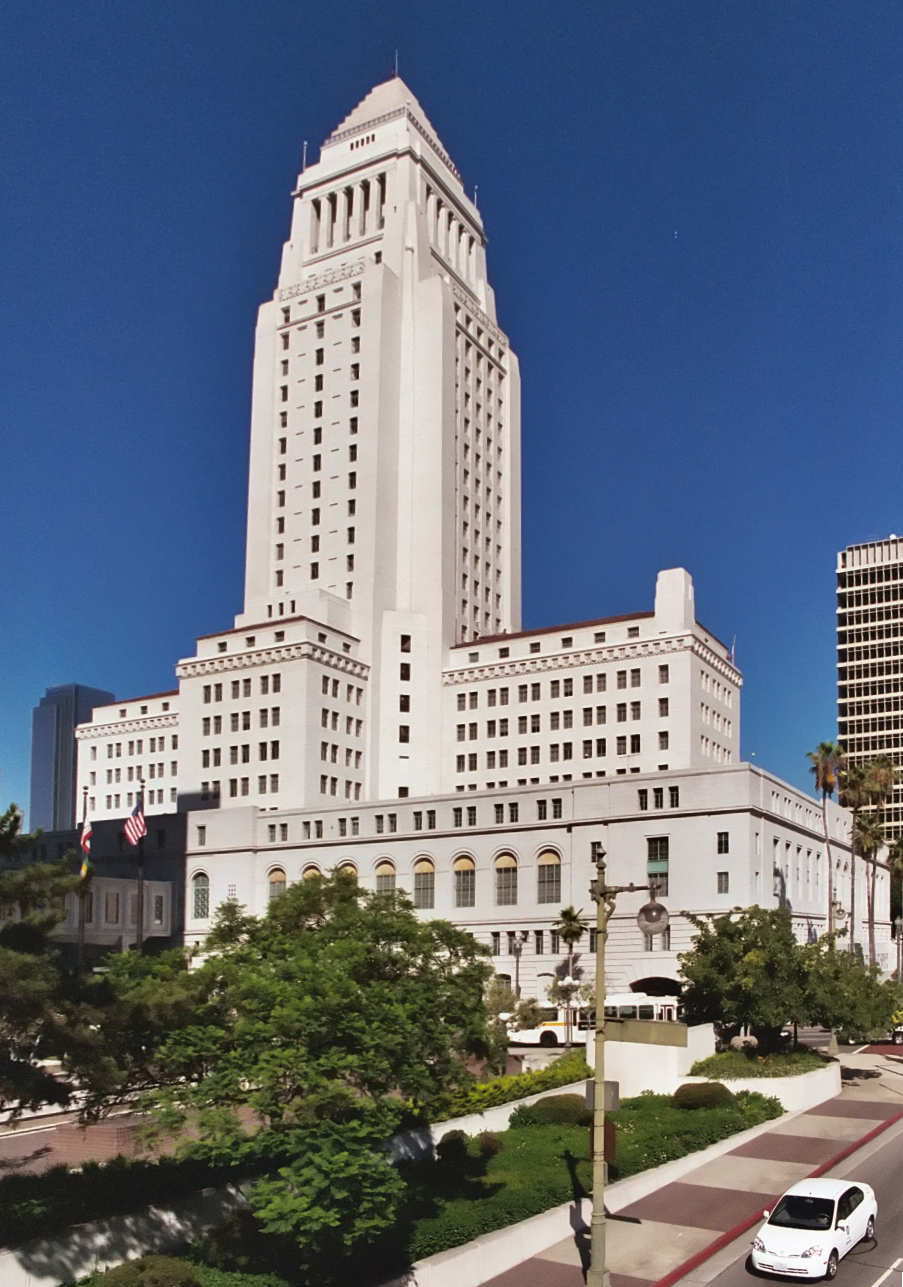
로스앤젤레스 시청사

로스앤젤레스 시청사(Los Angeles City Hall)는 로스앤젤레스의 시청 건물로, 시빅센터에 위치한다.

## 같이 보기
- 지진공학